# Vladimir Vukicevic
Vladimir Vukicevic (6 maggio 1991) è un ostacolista norvegese.

## Biografia
È il fratello minore di Christina Vukicevic. Suo padre, un serbo, che è anche il suo allenatore, ha rappresentato la Jugoslavia alle Olimpiadi del 1980.
Vincitore dei 110 m ostacoli ai Campionati nazionali 2009, è diventato vicecampione del mondo juniores nel 2010 a Moncton, in 13"59 dietro al francese Pascal Martinot-Lagarde.
Con gli ostacoli da 99 cm ha raggiunto due volte 13 s 42, una volta a Oslo (4 giugno 2010), poi a Mannheim (3 luglio 2010). Ha battuto il suo record in 13 s 65 ai Campionati europei di atletica leggera 2012, anche NUR, il 30 giugno 2012.
Nel luglio 2016 ha battuto il record nazionale nella semifinale degli Europei di Amsterdam in 13"54, ma è stato eliminato.

## Palmarès
| Anno | Manifestazione    | Sede       | Evento   | Risultato  | Prestazione | Note |
| ---- | ----------------- | ---------- | -------- | ---------- | ----------- | ---- |
| 2008 | Mondiali juniores | Bydgoszcz  | 110 m hs | Batteria   | 14"59       |      |
| 2009 | Europei juniores  | Novi Sad   | 110 m hs | Semifinale | 13"80       |      |
| 2010 | Mondiali juniores | Moncton    | 110 m hs | Argento    | 13"59       |      |
| 2011 | Universiadi       | Shenzhen   | 110 m hs | Semifinale | 14"20       |      |
| 2011 | Europei U23       | Ostrava    | 110 m hs | 4º         | 13"90       |      |
| 2012 | Europei           | Helsinki   | 110 m hs | Semifinale | 13"76       |      |
| 2013 | Europei indoor    | Göteborg   | 60 m hs  | Semifinale | 7"69        |      |
| 2013 | Europei U23       | Tampere    | 110 m hs | 4º         | 13"74       |      |
| 2014 | Europei           | Zurigo     | 110 m hs | Batteria   | 13"97       |      |
| 2016 | Europei           | Amsterdam  | 110 m hs | Semifinale | 13"54       |      |
| 2018 | Mondiali indoor   | Birmingham | 60 m hs  | Batteria   | 7"81        |      |
| 2018 | Europei           | Berlino    | 110 m hs | Semifinale | 13"71       |      |
| 2021 | Europei indoor    | Toruń      | 60 m hs  | Semifinale | 7"73        |      |
| 2022 | Europei           | Monaco     | 110 m hs | Semifinale | 13"64       |      |
| 2023 | Europei indoor    | Istanbul   | 60 m hs  | Semifinale | 7"75        |      |
| 2024 | Europei           | Roma       | 110 m hs | Batteria   | 13"93       |      |